# Cosmas en Damianuskerk in Marosejka
De Cosmas en Damianuskerk (Russisch: Церковь Космы и Дамиана на Маросейке; Tserkov Kosmy i Damiana na Marosejke) is een Russisch-orthodoxe Kerk in het Centraal Administratieve Okroeg van Moskou. De kerk is gelegen in de Witte Stad van het district Basmanny aan de Marosejka-straat. Het hoofdaltaar is gewijd aan Christus de Verlosser die geneest (het belangrijkste thema in de kerk is "genezing"). Er zijn kapellen ter ere van Cosmas en Damianus en de Heilige Nicolaas. Marosejka slaat op de straat, waar vroeger een afgevaardigde van de Oekraïense hetman was gevestigd. Ma = Malo, ro = Rossija; inwoners van Klein-Rusland ofwel Malorossiejski; de in het Russische Rijk gangbare naam voor Oekraïners tot begin 20e eeuw.

## Geschiedenis
De huidige kerk verving een stenen kerk uit 1639. Het ontwerp van de kerk is afkomstig van Matjev Kazakov, een belangrijke architect die vooral de stijl van het classicisme vertegenwoordigde. De bouw van de kerk duurde van 1791 tot 1803. Na de invasie van Napoleon bleef de Cosmas en Damianuskerk voor lange tijd een ruïne voordat de schade kon worden hersteld.

## Sovjet-periode
Na sluiting van de kerk tegen het einde van de jaren 1920 werd de parochie ontbonden, de waardevolle eigendommen van de kerk in beslag genomen en het interieur volledig verwoest. In 1929 werd het hek rond de kerk afgebroken. Na de sluiting werd op de binnenplaats van de kerk een drinkgelegenheid gevestigd. De voormalige kerk bood vervolgens onderdak aan een grote verscheidenheid van instellingen. In de vroege jaren 1930 waren er plannen om de kerk volledig te slopen maar gelukkig werden de plannen niet uitgevoerd. Met de bouw van een hoog kantoorgebouw dicht achter de kerk kreeg de omgeving van de kerk een volslagen ander uiterlijk. Vanaf de jaren 1960 werden er enige restauraties uitgevoerd en verschenen er zelfs weer vergulde kruisen op het gebouw. In 1972 werd opnieuw een hek geplaatst voor de kerk. In 1992 werd de kerk tijdelijk ondergebracht bij een culturele instelling.

## Heropening
In 1993 keerde het gebouw terug naar de Russisch-orthodoxe kerk. De eerste dienst werd gehouden op 14 november 1993. Bij geleidelijke restauraties werden de verbouwingen in de kerk uit de Sovjettijd ongedaan gemaakt.

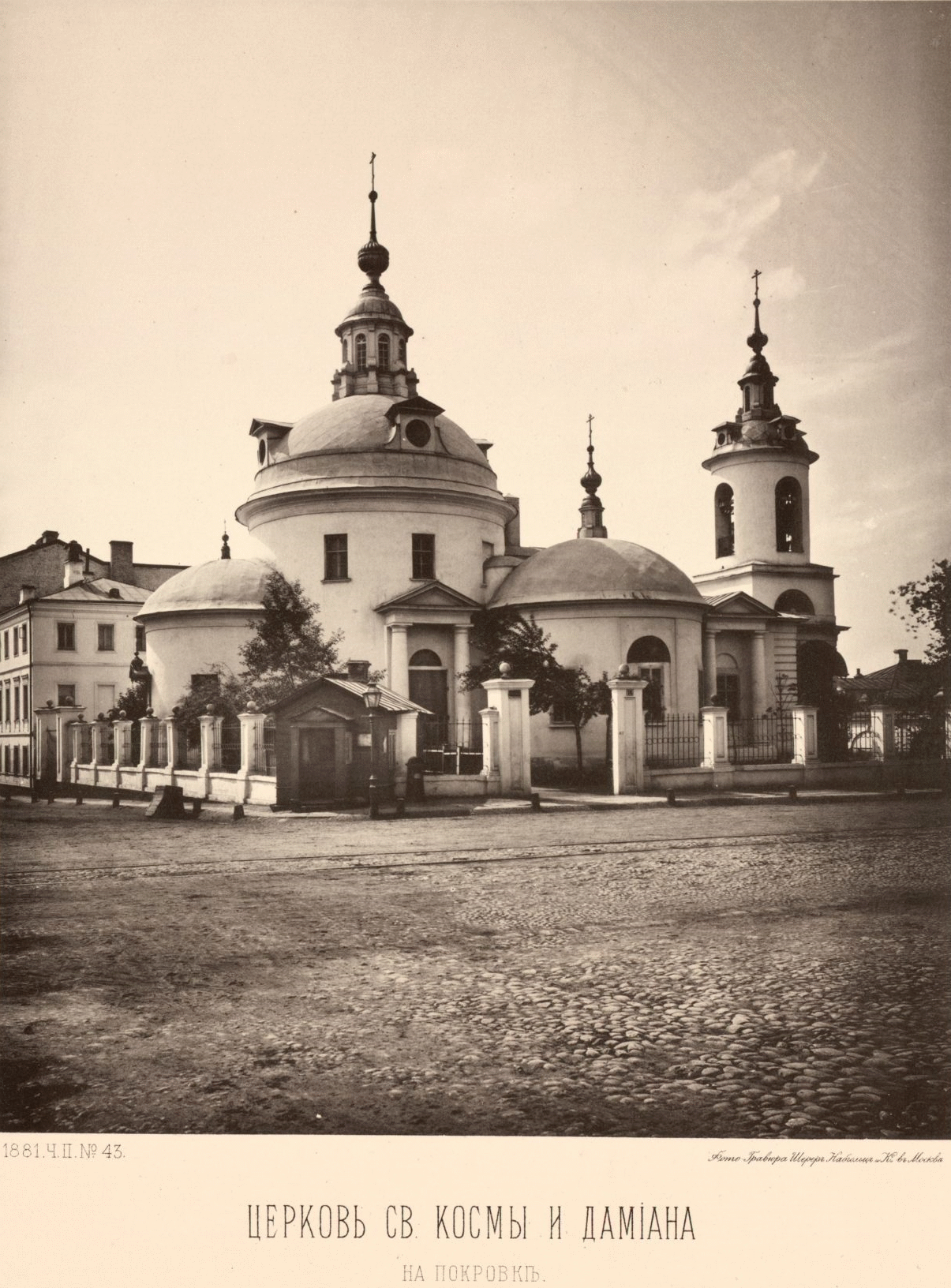
De kerk in 1883
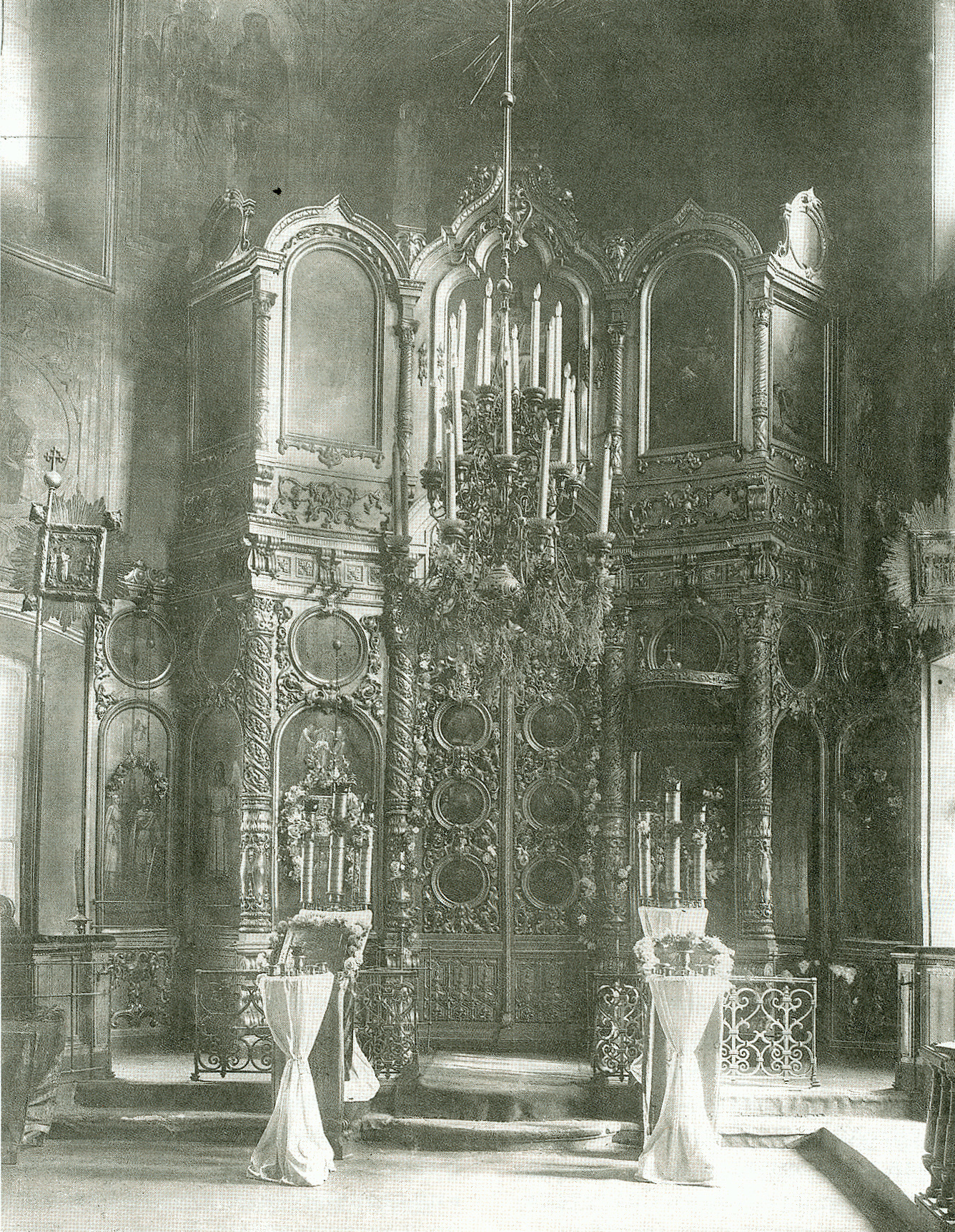
De fraai bewerkte iconostase op een foto begin XX-eeuw